# Edgar Hoeppener

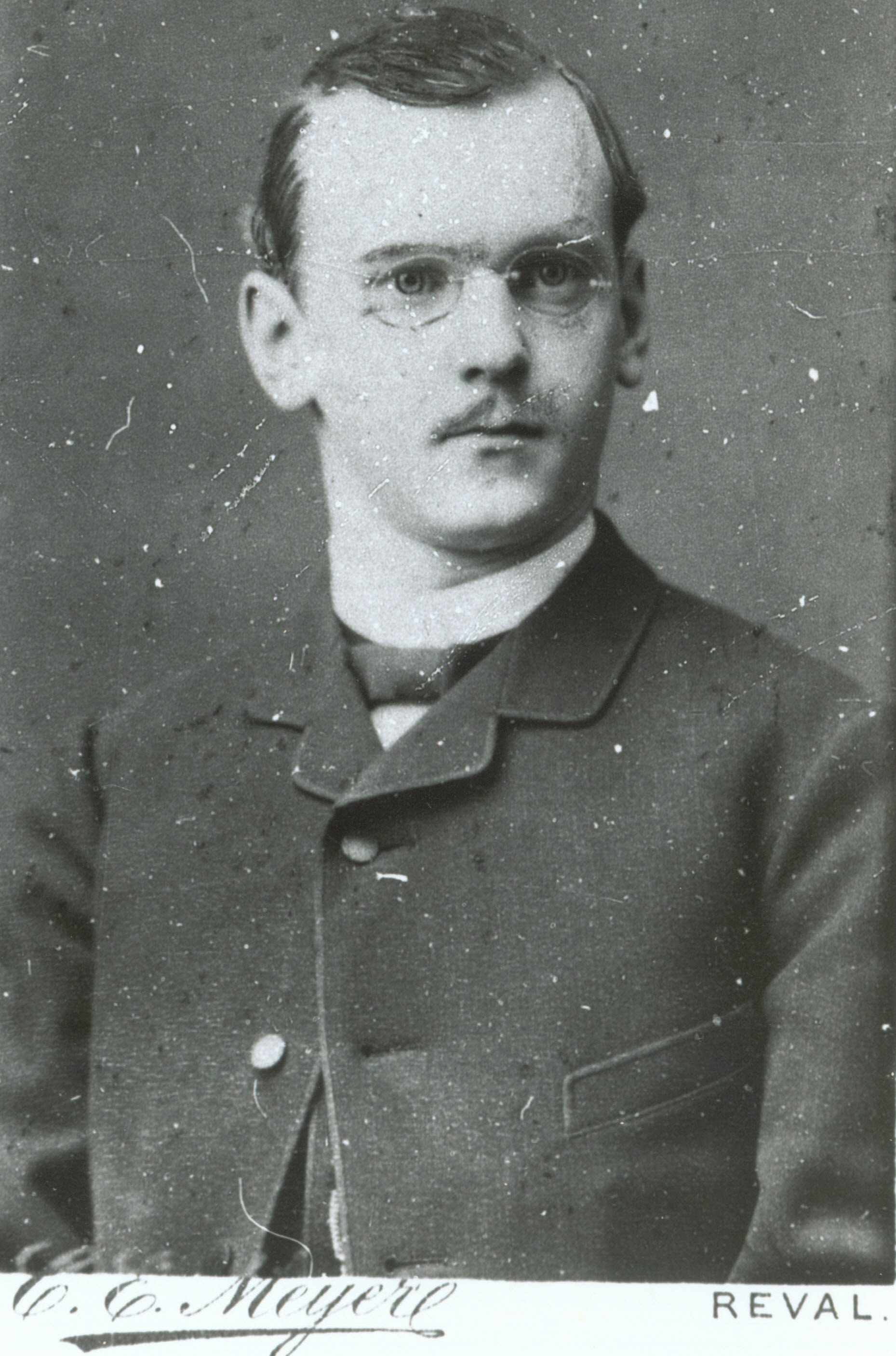
Edgar Hoeppener ca. 1890

Carl Edgar Eduard Hoeppener (* 11. Februarjul. / 23. Februar 1865greg. 1865 in Reval; † 25. Juni 1937 in Jena) war ein deutsch-baltischer Unternehmer, Bankier und später Privatgelehrter.

## Leben
Edgar Hoeppeners Vater, der Ratsherr Ludwig Theodor Hoeppener, leitete das vom Großvater Eduard Hoeppener 1817 gegründete Familien-Unternehmen Eduard Hoeppener & Co., ein Handelshaus mit Schwerpunkt im Speditionsgeschäft, das infolge der 1870 erfolgten Eröffnung der Eisenbahnlinie Reval-St. Petersburg sich als besonders lohnend erwies. Edgar Hoeppener war schon früh wissenschaftlich interessiert und strebte eigentlich eine akademische Laufbahn an. Jedoch starb sein Vater bereits 1874, so dass sein Onkel Gustav Friedrich Grühn (* 1830 in Lübeck; † 1899) die Firma übernahm und nun als sein Vormund ihn bewegte, als Lehrling 1882 in die väterliche Firma einzutreten.
Allerdings gründete 1893 Edgar Hoeppener ein eigenes Bankgeschäft unter der Firma Edgar L.Hoeppener, das aber bereits nach einem Jahr wieder in der väterlichen Firma aufging, da dessen bisheriger Eigentümer und ehemaliger Revaler Ratsherr (1876–1886) Gustav Friedrich Grühn sich 1894 ins Deutsche Reich zurückzog und Edgar Hoeppener die Firma übernahm. Das sich stetig ausweitende Bankgeschäft erforderte ein immer größeres Eigenkapital, so dass die Firma 1900 in eine Kommanditgesellschaft umgewandelt wurde mit einem Grundkapital von zunächst 400.000 Rubel, das bis 1917 auf 825.000 Rubel anstieg. Die Russische Revolution 1905 führte zu einer schweren Wirtschaftskrise mit einem Kurssturz aller russischen Werte. Trotzdem gelang es der Firma dank ihrer Rücklagen und guten Arbeit, noch eine Dividende von 6 % (gegenüber 7–10 % sonst) auszuschütten.
1909 übernahm Edgar Hoeppener die insolvente Petersburger Speditionsfirma Wm.Müllers Successores & Co., um dann 1910 das Speditionsgeschäft auszulagern und es mit der Petersburger Firma R. Foerster Co. zu vereinigen, indem er zusammen mit Robert Förster und Alexander Lambert die neue Firma Foerster Hoeppener Co. gründete. 1911 eröffnete er eine Bankfiliale in Wesenberg. Auch war er mit seiner Bank an der 1819 gegründeten Maschinenfabrik Franz Krull AG beteiligt, deren Direktor er dann auch war.
Der Ausbruch des Ersten Weltkrieges führte zu einer schweren Krise der Firma, da der Warenimport über die Revaler und Petersburger Häfen vollständig stockte. Jedoch erlangte Edgar Hoeppener einen Zahlungsaufschub vom russischen Finanzminister, und dem Petersburger Kompagnon Alexander Lambert gelang es, schnell Filialen in den nur noch funktionierenden Häfen Archangelsk und Wladiwostok einzurichten, wodurch die Firma überlebte. Dazu mussten in Archangelsk eigene Hafenanlagen errichtet werden, um dort Dampfer entladen zu können. Dies war wiederum ein Alleinstellungsmerkmal, so dass sich die Warenströme auf die Firma konzentrierten. Die Bilanzsumme, die für das vereinigte Bank- und Speditionsgeschäft 1894 100.000 Rubel betrug, stieg bis 1917 für die Bank auf ca. 7 Millionen Rubel und für das Speditionsgeschäft auf ca. 5 Millionen Rubel.
Edgar Hoeppener spielte im Wirtschaftsleben von Reval eine wichtige Rolle. Insbesondere war er Mitbegründer und Direktor der Gesellschaft gegenseitigen Kredits und Vizepräses des Revaler Börsenkomitees. Neben seinen geschäftlichen Aktivitäten nahm sich Edgar Hoeppener auch die Zeit für seine wissenschaftlichen Interessen. In seiner großen Villa mit der heutigen Adresse Estonia puiestee 15, Kesklinn, Tallinn, die sein Vetter, der Moskauer Architekt Max Hoeppener (1848–1924) entwarf, ließ er sich ein Observatorium für astronomische Beobachtungen einbauen. Das Haus dient heute als Volkssternwarte, während Edgar Hoeppener 1919 beim Verlassen Estlands seine Beobachtungsinstrumente dem künftigen neuen Observatorium (im ehemaligen Glehn-Park im heutigen Stadtteil Hiiu, Nõmme, Tallinn) des Physikalischen Institutes der Technischen Universität Tallinn vermachte. Daneben war Edgar Hoeppener Mitglied der Deutschen Literärischen Gesellschaft, Mitbegründer des Deutschen Vereins in Estland (1905/6) und Stadtverordneter und Ehrenbürger Revals.
Das Ende des Ersten Weltkrieges in Estland bedeutete auch das Ende der Hoeppenerschen Firmen. Während Anfang 1917 Edgar Hoeppener noch im Familienkreis das hundertjährige Bestehen der Firma Hoeppener feiern konnte, wurde am 8. November 1917 in Estland die Sowjetmacht ausgerufen, alle Banken wurden verstaatlicht und deutsch zu sprechen wurde verboten. Am 24. Februar 1918 riefen die Mitglieder des estnischen Landtages die Republik Estland aus. Wie viele Deutsch-Balten begrüßte Edgar Hoeppener dankbar den kampflosen Einmarsch deutscher Truppen am 25. Februar 1918. In enger Verbindung mit dem Ritterschaftshauptmann der Estländischen Ritterschaft Eduard von Dellingshausen (1863–1939), der Estland am 27. November 1918 verließ, setzte sich Edgar Hoeppener mit Gedichten öffentlich für die Sache der Deutsch-Balten ein.
Im Herbst 1919 emigrierte Edgar Hoeppener mit seiner Frau Anna Elisabeth Wilhelmine, geb. Treumann (* 13. August 1866 in St. Petersburg; † 18. September 1941 in Jena) aus Estland und ließ sich in Jena nieder, um nun ein Leben als Privatgelehrter zu führen. Er war Gasthörer der Friedrich-Schiller-Universität Jena und hörte beispielsweise Geschichte der neueren Philosophie und Griechische Feste. 1925 wurde er Ehrenbürger der Universität. Er assistierte dem Botaniker Professor Otto Renner, mit dem er auch zusammen veröffentlichte, und darauf wurde er zum Dr. phil. nat. h. c. ernannt. Er übertrug auch Werke und Tage von Hesiod, Antigone und König Oidipus von Sophokles ins Deutsche (unveröffentlicht) und fasste in seinem Weg zur Wahrheit die Lehren der alten griechischen Philosophen von Thales bis Platon in Versen zusammen.

## Werke
- Imatra, Reval 1892.
- Gedichte: Widmung an die deutschen Truppen, Geld und Lied, An Runebergs Grabe, Heimat, Peter der Große, Schicksalsstunde, Reval 12./25. Dezember 1917, 18./31. Dezember 1917, 25. Februar 1918 zum Einzug der Deutschen in Reval, in: Dichterstimmen aus Estlands schwerer Zeit, Hrsg. Franz Kluge, Reval 1918.
- Genetische und zytologische Oenotherenstudien (zusammen mit Otto Renner), Gebrüder Borntraeger, Berlin 1928; Gustav Fischer Verlag, Jena 1929, 86 S.
- Festlied zum 17. Februar 1929 – der Jenaer Studentenschaft gewidmet, Jena 1929.
- Anakreon redivivus – Alte Lieder von Rosen, Wein und Liebe für junge Leute über 60 Jahre, in deutsche Reime gebracht, Verlag Carl Friedrich Ernst Frommann, Jena 1935.
- Der Weg zur Wahrheit, eine Dichtung, die die Wahrheit sucht, Wassermann, Reval 1938, 39 S.